# Piracaia
Piracaia je město v jižní Brazílii, ve státě São Paulo, asi 70 km severovýchodně od města São Paulo. Jeho součástí je baťovský satelit Batatuba, založený roku 1948 Janem Antonínem Baťou.

## Historie
Městečko vzniklo již roku 1817 pod jménem Santo Antonio da Cachoeira. Jméno Piracaia získalo roku 1906.
Z iniciativy Jana Antonína Bati byla v roce 1948 nedaleko založena Batatuba, což v překladu znamená "Baťa - otec". Firma Baťa zde vystavěla tovární objekty a dílny, ale také domky pro zaměstnance, školu, školku, radnici, zdravotní středisko nebo sportoviště. Továrna produkovala denně 150 párů bot a dávala práci 250 zaměstnancům. J. A. Baťa do ní nechal dovézt stroje značky Zbrojovka Brno nebo Svit.
Továrna fungovala do 10. února 1983, kdy byla ze dne na den ukončena výroba. Příčinou úpadku byl jednak dovoz levné čínské produkce, ale také spory uvnitř rodiny a vytunelování podniku ze strany manažerů. Továrna je dnes zchátralá a nevyužívaná, na místě zůstaly stroje i vyrobené boty z období před uzavřením. V roce 2010 v Batatubě nicméně stále žilo asi 4600 obyvatel.
Jan Antonín Baťa, který zemřel roku 1965, je pohřben na piracaiském hřbitově.